# Pedro Casaldáliga
Pedro Casaldáliga (n. 16 februarie 1928, Balsareny, Catalonia, Spania – d. 8 august 2020, Batatais, São Paulo, Brazilia) a fost un episcop brazilian, reprezentant al teologiei eliberării, promotor al drepturilor omului, poet și publicist.

## Cariera ecleziastică
Papa Paul al VI-lea l-a numit în anul 1970 administrator apostolic în statul Mato Grosso din Brazilia, iar un an mai târziu episcop. Casaldáliga a condiționat hirotonirea sa episcopală de consultarea laicilor, dacă sunt de acord sau nu cu el ca episcop, iar în al doilea rând a cerut să poarte drept mitră episcopală o pălărie de paie specifică indigenilor din Mato Grosso.
În anul 1975 a pus bazele inițiativei Comissão Pastoral da Terra⁠(it)[traduceți], care s-a implicat împotriva exproprierilor terenurilor țăranilor indigeni prin marile concerne și speculanții imobiliari. Din 1983 până în 1985 a fost vicepreședintele Comissão Pastoral da Terra, organism al Conferinței Episcopale Braziliene. În anul 1988 a trebuit să dea explicații cardinalului Joseph Ratzinger, pe atunci prefect al Congregației pentru Doctrina Credinței.

## Activitatea literară
Casaldáliga a fost unul din cei mai populari poeți brazilieni, cu versuri scrise în portugheză, spaniolă și catalană.

## Pensionarea
Papa Ioan Paul al II-lea i-a acceptat retragerea din funcție pe motive de vârstă, în anul 2005. Succesorul său a fost Leonardo Ulrich Steiner, devenit ulterior arhiepiscop de Manaus și cardinal.

## Scrieri (listă incompletă)
- Una Iglesia de la Amazonía en conflicto con el latifundio y la marginación social, 1971;
- Clamor elemental, Salamanca 1971;
- Yo creo en la Justicia y en la Esperanza, Bilbao 1975;
- San Romero de América, pastor y mártir, poem, 1980.